# Vanilla tahitensis
Vanilla tahitensis es una especie de orquídea del género Vanilla. Fue descrita por primera vez por el botánico John William Moore en 1933 tras observaciones en Raiatea, en las islas de la Sociedad, donde se lo encontró creciendo en árboles, después de haber escapado de cultivos.

## Historia
Vanilla tahitensis es una especie poliploide y se ha demostrado que es un cruce entre Vanilla planifolia y Vanilla odorata. Esta hibridación puede haber ocurrido de forma natural o inadvertida en el período 1350-1500 en América tropical. Fue utilizada por los aztecas y el sabor se hizo popular entre los españoles. Hernán Cortés llevó las vainas de vainilla a Europa, donde se cultivaron en invernaderos y se intentó cultivar en varios lugares tropicales. Semillas de Madagascar fueron llevadas a Tahití en 1848 por el almirante francés Ferdinand-Alphonse Hamelin, y fue este stock de base el que ahora se cultiva como Vanilla tahitensis en la Polinesia Francesa. En México, es polinizado por una especie específica de abeja, por lo que cuando se cultiva en otro lugar, las flores deben polinizarse a mano para que se puedan desarrollar las vainas.

## Descripción

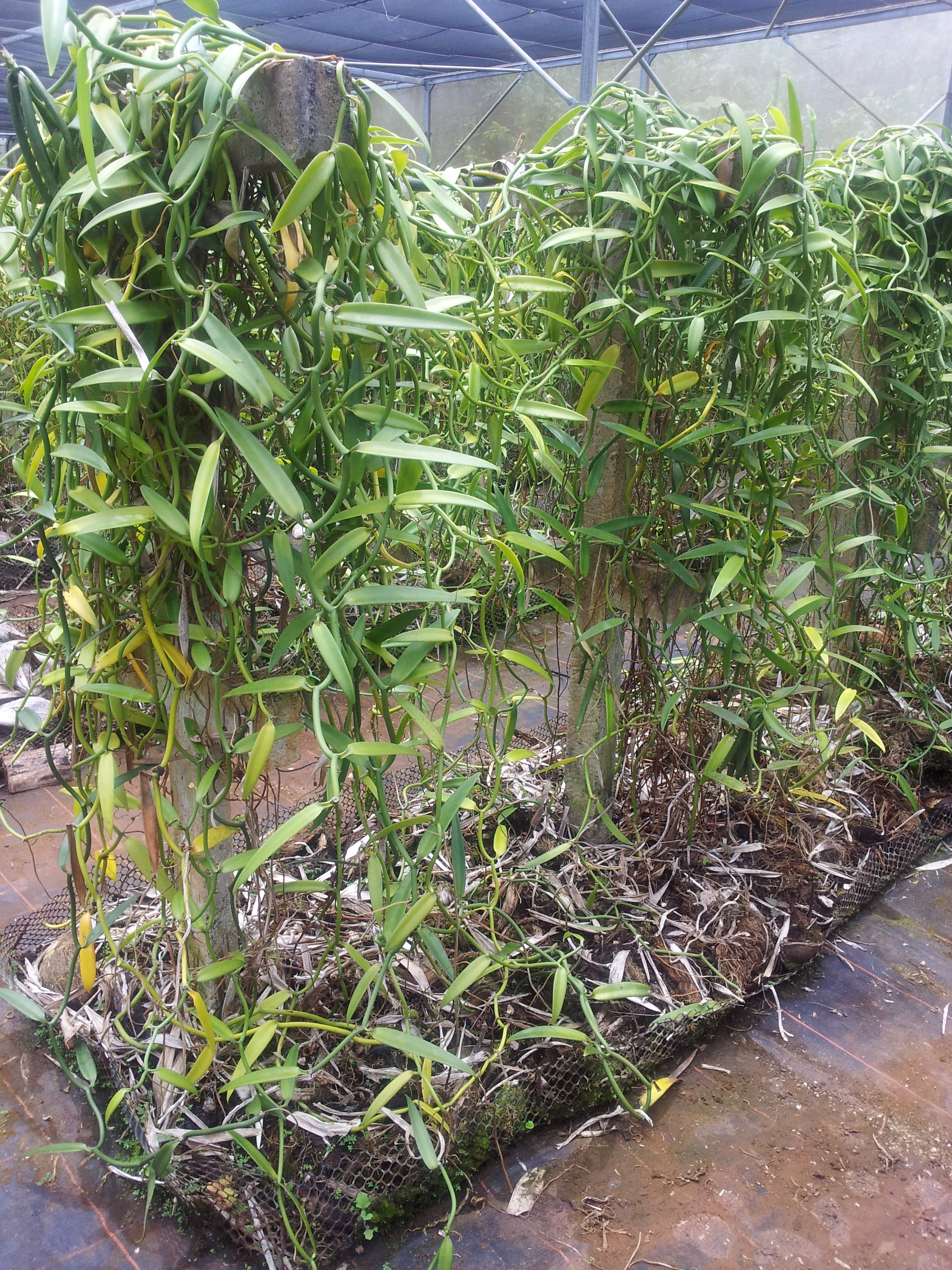
Vainilla tahitensis en cultivo

Vainilla tahitensis es una enredadera que crece en los árboles como apoyo. Tiene tallos en zigzag, hojas elípticas estrechas y flores de color verde amarillento, seguidas de racimos de vainas parecidas a frijoles. En comparación con la más cultivada Vanilla planifolia, las vainas son más cortas y anchas, y su sabor y fragancia también son distintivos.

## Cultivo

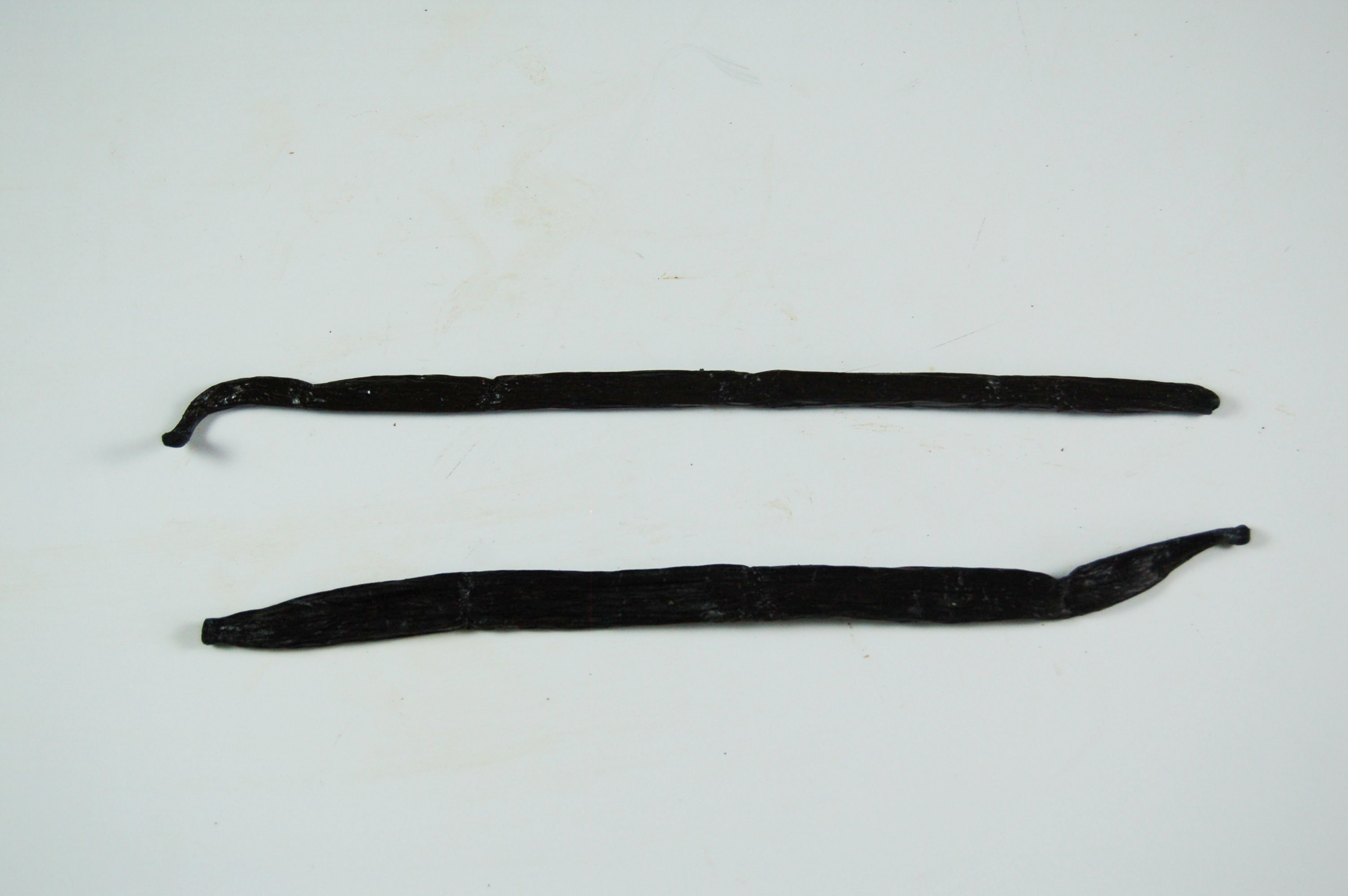
Vaina de vainilla tahitensis (abajo)

La semilla se planta al pie de un árbol pequeño y la enredadera trepa por el tronco. Cuando se vuelve lo suficientemente alta para ser alcanzada fácilmente, se separa del tronco y se enrolla alrededor de él, y el tronco queda rodeado por múltiples capas de la enredadera. La planta comienza a florecer cuando tiene tres años y, como las flores solo duran un día, es necesario polinizarlas a mano de manera oportuna. Las vainas se desarrollan durante un período de aproximadamente nueve meses, y cuando se vuelven de color marrón rojizo, se recogen a mano. Luego se secan al sol durante el día y se colocan en cajas de sudor durante la noche. El proceso de curación y fermentación dura aproximadamente tres meses, tiempo durante el cual las vainas pierden gran parte de su humedad y se vuelven flexibles y aceitosas.

## Química
Las vainas son relativamente insípidas cuando se recogen por primera vez y los sabores y aromas típicos surgen durante el proceso de curado. Los principales ingredientes activos son vanilina, ácido 4-hidroxibenzoico, 4-hidroxibenzaldehído y ácido vanílico.